# Mitino
Pour la station de métro, voir Mitino (métro de Moscou).
Mitino (Муниципальный округ Покровское-Стрешнево) est un district administratif du district administratif nord-ouest de Moscou.

Il s'agit d'un village situé au-delà de l'autoroute périphérique, le MKAD, et qui fut intégrée à Moscou en 1985.
La première mention du nom de Mitino apparaît dans un testament du prince Dimitri IV en date de l'an 1389. Il est également mentionné de nouveau en 1417, dans un autre testament de son fils Vassili Ier, qui  classe Mitino parmi les biens destinés à son épouse Sophie de Lituanie.

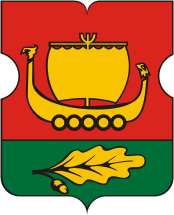
Armes du district
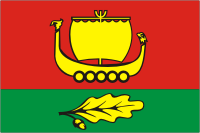
Drapeau du district